# Valbroye
Valbroye é uma comuna da Suíça, situada no distrito de Broye-Vully, no cantão de Vaud. Tem 33,57 km² de área e sua população em 2018 foi estimada em 3.174 habitantes.